# Staro Selo (miasto Prokuplje)
Staro Selo (cyr. Старо Село) – wieś w Serbii, w okręgu toplickim, w mieście Prokuplje. W 2011 roku liczyła 22 mieszkańców.